# ФК „Чавдар“ (Бяла Слатина)
Вижте пояснителната страница за други значения на Чавдар.
ФК „Чавдар“ е названието на нефункциониращ български футболен клуб от град Бяла Слатина, който провежда домакинските си срещи на местния едноименен стадион „Чавдар“.

## История
В Бяла Слатина през отделни периоди са съществували различни футболни отбори, най-известен от които е Цар Крум (Бяла Слатина). Той се създава на 10 януари 1927 - от обединение на „Атлантик“ (Бяла Слатина) (1921 г.) и „Вулкан“ (Бяла Слатина) (1924 г.). След състезателната 1941/42 г. изпада в организационна криза. През 1943 г. в града се учредява и спортен клуб „Ботев“ (Бяла Слатина). От 1944 г. стартират поредица от реформи. „Цар Крум“ (Бяла Слатина) е преименуван на „Спартак“ (Бяла Слатина), но малко по-късно преустановява дейността си. Възникват и нови спортни клубове. До 1947 г. техният брой се редуцира до два - „Ботев“ и „Славчо Трънски“ (Бяла Слатина), които на 23 февруари са обединени под името „Септември“ (Бяла Слатина). В края на 1949 г. са обособени няколко доброволни спортни организации на ведомствен принцип, най-силна от които е „Динамо“ (Бяла Слатина). През 1957 г. те са обединени под името ДФС „Чавдар“. В 1985 г. на негова основа се формира едноименният футболен клуб, който започва да се развива самостоятелно. На 13 март 2012, Чавдар е изваден от състава на Западна Б група, поради финансови затруднения, но резултатите му от изиграния есенен полусезон се зачитат. През сезон 2012/13 клубът поддържа единствено детско-юношеска школа. На 25 май 2013, в града е учреденo ново дружество - Чавдар 1957, като неговият мъжки тим се включва в областна футболна група Враца - юг. След сезон 2015/16 мъжкият състав на клуба отново прекратява дейност като причината е отново липса на финансови средства.  През сезон 2019-20 единствените представители на ДЮШ, които се състезават под името Чавдар са юноши младша възраст родени 2003-04 и подготвителна група от родени през 2007.

## Успехи
- Четвърто място в Държавното първенство: 1941 г.
- Трето място в Северна Б група: 1957 г. и 1958 г.
- Шампион на Северозападна В АФГ: 1990/91 г., 2005/06 г. и 2009/10 г.
- Осминафиналист в турнира за Купата на България: 1994/95 г.